# Joseph-Alphonse de Valbelle-Tourves
Pour les autres membres de la famille, voir Famille de Valbelle.
Joseph-Alphonse de Valbelle-Tourves, né le 24 novembre 1686 à Aix-en-Provence et mort le 12 juin 1754 à Saint-Omer est un homme d'Église français des XVIIIe et XVIIIe siècles. Il est évêque de Saint-Omer de 1727 à sa mort.

## Biographie

### Origines et famille
Issue d'apothicaires de Marseille, la famille de Valbelle est anoblie au XVIe siècle et va devenir une des plus importantes de Provence. Elle compte des officiers de marine, des présidents et des conseillers au parlement d'Aix, trois évêques de Saint-Omer entre 1667 et 1754. 
Il est le fils de Joseph de Valbelle, marquis de Tourves (+1722) président au parlement d'Aix et de Gabrielle de Brancas. 
En 1742, il prend en charge l'éducation de son petit-neveu, Joseph Ignace marquis de Valbelle, "officier supérieur dans les gendarmes de la garde", fils de Marguerite Delphine de Valbelle-Tourves et d'André Geoffroy de Valbelle-Meyrargues, qui était jusque là scolarisé au collège d'Aix. Le 7 février 1752, c'est dans la paroisse de Saint-Eustache à Paris qu'il célèbre son mariage avec Gabrielle Pauline Bouthillier de Chavigny ; leur contrat de mariage avait été signé la veille par le roi. 

### Carrière ecclésiastique
Docteur de Sorbonne, il reprend la charge d'aumônier du roi de son oncle François de Valbelle-Tourves. Il refuse l'évêché de Sarlat auquel il est nommé le 8 janvier 1721. Il devient évêque coadjuteur de Saint-Omer le 25 septembre 1721, et est confirmé dans cette charge le 6 juillet 1722. Il est nommé en 1722 évêque titulaire de Hiérapolis-en-Isaurie (de), et il est ordonné évêque de ce siège le 4 avril 1723.
Le 17 novembre 1727, à la mort de son oncle, évêque de Saint-Omer, il est nommé au siège de cette ville. Il est ainsi le troisième membre de la famille de Valbelle à se voir confier le diocèse de Saint-Omer. 
Il s'oppose aux abbayes dépendant de Clairvaux dans son diocèse (abbaye de Ravensberghe, abbaye Sainte-Colombe de Blendecques). Il revendique le droit de visiter les novices de ces abbayes. L'affaire est tranchée par le Parlement de Paris qui donne raison à l'évêque en 1733. 
Il occupe ce poste pendant vingt-sept ans, jusqu'à sa mort survenue le 12 juin 1754, à Saint-Omer.

## Honneurs et postérité
Une plaque, apposée sur la façade de l'hôpital-général de Saint-Omer, honore la mémoire et les actions de ce prélat, ainsi que celle de ces deux parents, évêques de Saint-Omer avant lui :

A LA MÉMOIRE

DE

LOUIS-ALPHONSE DE VALBELLE,

FRANÇOIS DE VALBELLE

ET JOSEPH-ALPHONSE DE VALBELLE,

ÉVÊQUES DE SAINT-OMER.

FONDATEURS DE L'HOPITAL-GÉNÉRAL DES ORPHELINS.

Trois vertueux prélats protecteurs de l'enfance

Ont offert cet asile à la simple innocence;

L'indigence y trouva la fin de ses malheurs;

La faiblesse un soutien et l'orphelin un père;

Le travail en écarte à jamais la misère.

Jeunes enfants, séchez vos pleurs;

En célébrant de Dieu la bonté paternelle.

En élevant vers lui vos timides accents;

Rappelez-lui dans vos chants innocents

Et les vertus et le nom de Valbelle.

MM.

LA CHAISE, GÉNÉRAL, PRÊFET,

DUBOIS, SOUS-PRÉFET,

WATRINGUE, MAIRE,

GAILLARD, VASSEDR, BACHELET, DESSAUX-LEBRETHON

ET LEROI, ADMINISTRATEURS,

10 novembre 1809

## Sources et bibliographie
- Hugues Du Tems, Le clergé de France, ou tableau historique et chronologique des archevêques, évêques, abbés, abbesses et chefs des chapitres principaux du royaume, depuis la fondation des églises jusqu'à nos jours sur Google Livres, Brunet, 1774, p. 624